# Giovanni Battista Costanzo
Giovanni Battista Costanzo (falecido em 1617) foi um prelado católico romano que serviu como arcebispo de Cosenza (1591–1617).

## Biografia
No dia 5 de abril de 1591, Giovanni Battista Costanzo foi nomeado Arcebispo de Cosenza durante o papado de Gregório XIV. A 21 de abril de 1591, foi consagrado bispo por Giulio Antonio Santorio, cardeal-sacerdote de San Bartolomeo all'Isola, com Leonard Abel, bispo titular de Sidon e Giovanni Battista Santorio, bispo de Tricarico servindo como co-consagradores. Serviu como Arcebispo de Cosenza até à sua morte em 1617. Enquanto bispo, foi o principal consagrador de Francesco Monaco, Bispo de Martirano (1592); e Decio Caracciolo Rosso, Arcebispo de Bari (1606).